# Región subandina de Bolivia

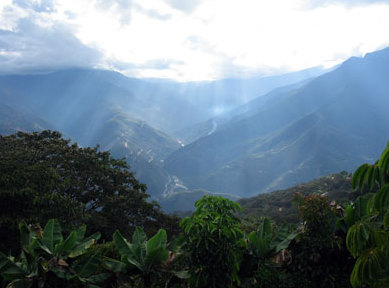
Los Yungas con su exuberante vegetación cerca de La Paz

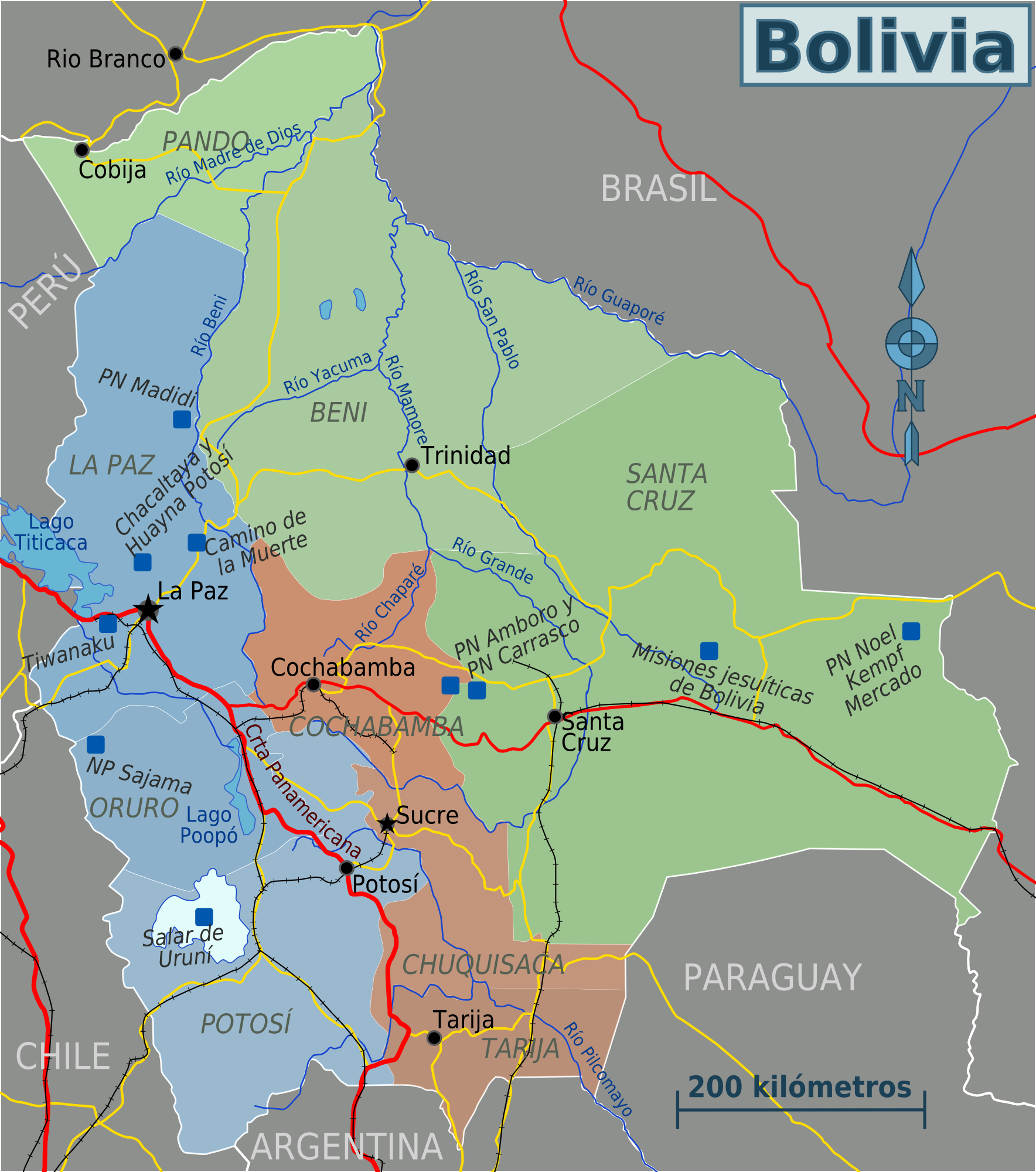
Mapa administrativo de las regiones de Bolivia delimitadas en términos turísticos:
Andina/Altiplano: La Paz, Oruro y Potosí.
Extensión geográfica: Cochabamba (oeste).
Valles/Sub-andina: Cochabamba, Chuquisaca y Tarija.
Extensión geográfica: La Paz (región central), Potosí (extremo este), Santa Cruz (oeste) y Beni (extremo sur).
Llanos orientales/Llanuras tropicales: Santa Cruz, Beni y Pando.
Extensión geográfica: La Paz (extremo norte), Chuquisaca (oriente - chaco), Tarija (oriente - chaco) y Cochabamba (oriente - extremo trópico).

La Región Subandina es una región intermedia entre el altiplano y los llanos orientales que abarca el 13% del territorio, y comprende los valles y los yungas (a 2.500 m s.n.m.). Se caracteriza por su actividad agrícola y su clima templado a cálido (15 a 25 °C).
Esta región comprende principalmente los valles de los departamentos de Cochabamba, Chuquisaca (oeste), Tarija (oeste), Santa Cruz (oeste), y extremo este de Potosí, también en pequeñas zonas dispersas. En el Departamento de La Paz, la zona de los yungas se encuentra humectada por intensas lluvias o por una bruma constante que propicia la existencia de un complejo bioma caracterizado por una densa vegetación (pluvisilva y nimbosilva) diferenciada en pisos o estratos altitudinales (en los yungas, frecuentemente, a mayor altitud disminuye el número de especies). Es la zona con mayores precipitaciones pluviales de la tierra con más de 5.000 mm.
Además de esto, la zona subandina es muy hermosa por su cantidad y variedad de fauna y flora.